# جورجیا کینگ
جورجیا کینگ (انگلیسی: Georgia King؛ زادهٔ ۱۸ نوامبر ۱۹۸۶) یک بازیگر و خواننده اهل بریتانیا است. وی از سال ۲۰۰۶ میلادی تاکنون مشغول فعالیت بوده است.
از فیلم‌ها یا برنامه‌های تلویزیونی که وی در آن نقش داشته است، می‌توان به یک روز، دوشس، برک و هیر، تنر هال، سنت ترینیان ۲، آستنلند و شوکرتاون اشاره کرد.